# Legislazione sul diritto d'autore dell'Unione europea
La legislazione sul diritto d'autore dell'Unione europea è nata come tentativo di armonizzare le diverse leggi sul diritto d'autore degli Stati membri dell'Unione europea. Consiste di diverse direttive comunitarie, ovvero indicazioni normative che gli Stati membri sono tenuti a recepire nei loro ordinamenti nazionali, e sentenze della Corte di giustizia e del Tribunale dell'Unione europea.
I primi tentativi di armonizzare le norme sul diritto d'autore in Europa possono essere fatti risalire alla Convenzione di Berna per la protezione delle opere letterarie e artistiche adottata il 9 settembre 1886, a cui hanno aderito, tra gli altri, tutti gli Stati membri dell'Unione europea. Il primo decisivo passo della Comunità economica europea per armonizzare le legislature fu la direttiva 91/250/CEE del 14 maggio 1991 "relativa alla tutela giuridica dei programmi per elaboratore". Nel 1993 fu raggiunto un accordo per fissare la durata dei diritti d'autore a 70 anni dalla morte dell'autore (post mortem auctoris) attraverso la direttiva 93/98/EEC "concernente l'armonizzazione della durata di protezione del diritto d'autore e di alcuni diritti connessi".
L'applicazione delle direttive sul diritto d'autore è stata piuttosto controversa, come indicato dalle sei sentenze di non recepimento della direttiva 2001/29/EC "sull'armonizzazione di taluni aspetti del diritto d'autore e dei diritti connessi nella società dell'informazione". Le leggi sul diritto d'autore, per tradizione, variano in modo considerevole tra gli Stati membri, in particolare tra quelli con un ordinamento giuridico di impronta common law e civil law.

## Fondamenti della legge

### Trattati dell'Unione europea
Le prime sentenze della Corte di giustizia europea in merito al diritto d'autore furono emesse in base al principio di non discriminazione dell'articolo 6 del trattato sull'Unione europea (precedentemente articolo 7) e in base all'articolo 36 dello stesso trattato, che permette restrizioni al commercio tra gli Stati membri se giustificato dalla protezione della proprietà industriale e commerciale (inclusi i diritti d'autore). Le direttive furono emanate in conformità con le disposizioni sui mercati interni, soprattutto l'articolo 95 (precedentemente articolo 100).

## Diritti tutelati
I seguenti diritti sono tutelati dalla legge europea:
- “diritto di riproduzione” per autori, artisti interpreti o esecutori, produttori discografici e cinematografici e organismi di radiodiffusione (Art. 7, D. 92/100/EEC, sostituito dall'Art. 2, D. 2001/29/EC. Anche: Art. 14 dell'TRIPS, Artt. 7 e 11 del WPPT);
- “diritto di comunicazione al pubblico” per autori, artisti interpreti o esecutori, produttori discografici e cinematografici, e organismi di radiodiffusione (Art. 3, D. 2001/29/EC. Anche: Art. 10 del TRIPS, Art. 8 del WCT e Artt. 6, 10 e 14 del WPPT);
- “diritto di distribuzione” per autori (Art. 4, D. 2001/29/EC) e per artisti interpreti o esecutori, produttori discografici e cinematografici e organismi di radiodiffusione (Art. 9, D. 92/100/EEC. Anche: Art. 10 del TRIPS, Art. 6 del WCT e Artt. 8 e 12 del WPPT);
- “diritto di fissazione” per artisti interpreti o esecutori e organismi di radiodiffusione (Art. 6, D. 92/100/EEC. Anche: Art. 14 del TRIPS e Art. 6 del WPPT);
- “diritto di noleggio e/o di prestito” per autori, artisti interpreti o esecutori e produttori discografici e cinematografici (Art. 2, D. 92/100/EEC. Anche: Art. 11 del TRIPS, Art. 7 del WCT e Artt. 9 e 13 del WPPT)[5], con associato il “diritto di equa remunerazione per il noleggio e/o il prestito” per autori e artisti interpreti o esecutori (Art. 4, D. 92/100/EEC);
- “diritto di radiodiffusione” artisti interpreti o esecutori, produttori discografici e organismi di radiodiffusione (Art. 8, D. 92/100/EEC. Anche: Art. del 6 WPPT);
- “diritto di comunicazione al pubblico via satellite per autori, artisti interpreti o esecutori, produttori discografici e organismi di radiodiffusione (Artt. 2 e 4, D. 93/83/EEC).

I diritti morali vengono normalmente considerati materia di legislazione nazionale degli Stati Membri, sebbene alcuni paesi classifichino alcuni dei diritti sovraelencati, specie il diritto di comunicazione al pubblico, tra i diritti morali dell'autore piuttosto che tra i suoi diritti di sfruttamento.

### Durata del diritto d'autore
I diritti degli autori sono tutelati fino a 70 anni dopo la morte degli stessi (Art. 1, D. 93/98/EEC), ivi inclusi i diritti di rivendita ad artisti interpreti ed esecutori (Art. 8, D. 2001/84/EC). Per film e altre opere audiovisive, il termine di 70 anni si calcola a partire dalla morte di tutte le seguenti persone, a prescindere che ne siano considerati o meno gli autori: il regista (che è sempre considerato un autore dell'opera audiovisiva), l'autore della sceneggiatura, l'autore del dialogo e il compositore della colonna sonora originale (Art. 2, D. 93/98/EEC).
I diritti di artisti interpreti ed esecutori durano 50 anni dalla distribuzione o dalla comunicazione dell'esecuzione, o per 50 anni dall'esecuzione stessa se non previamente comunicata al pubblico (Art. 3, comma 1, D. 93/98/EEC). I diritti dei produttori cinematografici durano 50 anni dopo la pubblicazione del fonogramma, o per 50 anni dopo la relativa comunicazione al pubblico se la pubblicazione non è avvenuta, o per 50 anni dalla sua creazione se questa non viene comunicata al pubblico (Art. 3, comma 2, D. 93/98/EEC, e successive modifiche dell'Art. 11, comma 2, D. 2001/29/EC). I diritti dei produttori cinematografici durano per 50 anni dalla comunicazione della pellicola al pubblico, o per 50 anni dalla sua creazione se la stessa non viene comunicata al pubblico(Art. 3, comma 3, D. 93/98/EEC). I diritti delle organizzazioni di radiodiffusione durano per 50 anni dalla prima trasmissione (Art. 3, comma 4, D. 93/98/EEC). In seguito alla proposta della Commissione Europea di estensione di tale diritto a 95 anni, e dopo una consultazione con il Parlamento Europeo, la ‘'Direttiva sulla durata del diritto d'autore'’ (93/98/EEC) ne ha alzato il termine a 70 anni. 
Nel caso in cui la legislazione degli Stati Membri al 1º luglio 1995 preveda un termine più lungo, tale termine resta valido. In caso contrario, i termini stabiliti dalle direttive europee si applicano a tutte le opere tutelate dal diritto d'autore in uno degli Stati dell'Area economica europea al 1º luglio 1995 (Art. 10, D. 93/98/EEC). Questa disposizione ha avuto come effetto quello di ripristinare il diritto d'autore su opere pubblicate in paesi in cui erano in vigore termini più bassi per il diritto d'autore.
La ‘'Direttiva europea sul diritto d'autore'’ (2001/29/EC, Art. 11, comma 2) ha modificato il termine di tutela dei fonogrammi, calcolati dalla data di pubblicazione invece che dall'anteriore data di comunicazione al pubblico. Tuttavia, non ha ripristinato la tutela dei fonogrammi pubblicati, comunicati al pubblico o creati mentre erano in vigore le regole precedenti (Art. 3, comma 2, D. 93/98/EEC, e successive modifiche).
La tutela resta valida fino al 31 dicembre dell'anno di scadenza del termine.

### Diritto di rivendita
La ‘'Direttiva Europea relativa al diritto dell'autore di un'opera d'arte sulle successive vendite dell'originale'’ (2001/84/EC) stabilisce il diritto per i creatori di opere d'arte di partecipare alla loro rivendita. Tale diritto è esclusivo dell'artista e può solo essere trasferito per eredità. Viene calcolato in proporzione al prezzo di rivendita (al netto delle tasse), tra il 4 e il 5 % del prezzo di rivendita fino a € 50.000, e dello 0,25 % per l'ammontare eccedente fino a € 500.000. L'ammontare massimo della royalty è di € 12.500, pari a un prezzo di rivendita di € 2.000.000. Gli Stati Membri possono esentare dal pagamento della royalty le vendite di ammontare inferiore a € 3000. Le opere d'arte coperte da questo diritto di rivendita sono “opere delle arti figurative, come i quadri, i "collage", i dipinti, i disegni, le incisioni, le stampe, le litografie, le sculture, gli arazzi, le ceramiche, le opere in vetro e le fotografie, purché si tratti di creazioni eseguite dall'artista stesso o di esemplari considerati come opere d'arte e originali” (Art. 2, comma 1).

### Diritti sulle banche dati
La Direttiva europea relativa alla tutela giuridica delle banche dati (96/9/EC) ha stabilito un principio sui generis di tutela delle banche dati che esula dal criterio di originalità proprio del diritto d'autore. Si pone come obiettivo quello di proteggere l'investimento di “considerevoli risorse umane, tecniche e finanziarie” necessarie alla creazione di una banca dati (par. 7 del preambolo), mentre le legislazioni di molti Stati Membri escludono esplicitamente lo sforzo e il lavoro dai criteri per la tutela del diritto d'autore. La tutela della banca dati si applica quindi “qualora il conseguimento, la verifica e la presentazione di tale contenuto attestino un investimento rilevante sotto il profilo qualitativo o quantitativo” (Art. 7, comma 1). I costitutori della banca dati hanno “il diritto di vietare operazioni di estrazione e/o reimpiego della totalità o di una parte sostanziale del contenuto della stessa”. Tale disposizione include “l'estrazione e/o il reimpiego ripetuti e sistematici di parti non sostanziali del contenuto della banca di dati che presuppongano operazioni contrarie alla normale gestione della banca dati o che arrechino un pregiudizio ingiustificato ai legittimi interessi del costitutore della banca di dati” (Art. 7, comma 5).
Gli Stati Membri possono limitare tale diritto nei seguenti casi (Art. 9):
- estrazione per fini privati da una banca di dati non elettronica;
- estrazione per finalità didattiche o di ricerca scientifica, purché l'utente legittimo ne citi la fonte e in quanto ciò sia giustificato da scopi non commerciali;
- estrazione e/o reimpiego per fini di sicurezza pubblica o per una procedura amministrativa o giurisdizionale.

I diritti sulle banche dati durano 15 anni a partire
- dal completamento della banca dati, ovvero dal momento in cui si configura l'investimento rilevante, oppure
- dalla data in cui la banca dati è divenuta accessibile al pubblico, in base a quale delle due sia successiva all'altra. La tutela è in vigore fino al 31 dicembre dell'anno di scadenza. Se venisse apportata una “modifica sostanziale” che si configura come un “nuovo investimento sostanziale”, la tutela si rinnova per ulteriori 15 anni (Art. 10).

## Limitazioni
La copia temporanea che sia un risultato della trasmissione di un'opera o del suo uso legale non è coperta dal diritto esclusivo di riproduzione (Art. 5, comma 1, D. 2001/29/EC).
Gli Stati Membri possono implementare altre limitazioni dalla lista fornita nell'articolo 5 della direttiva 2001/29/EC, o conservare le limitazioni preesistenti al 22 giugno 2011. Le limitazioni permesse riguardano:
- riproduzioni su carta mediante fotocopiatura o tecniche assimilabili, a eccezione degli spartiti sciolti se i titolari dei diritti vengono compensati;
- riproduzioni per uso privato e non commerciale e per fini né direttamente, se i titolari dei diritti vengono compensati;
- riproduzioni effettuate da biblioteche pubbliche, istituti di istruzione, musei o archivi per uso non commerciale;
- registrazioni di trasmissioni radiotelevisive realizzate dagli stessi organismi di diffusione per i loro canali (come programmi tv), che possono essere conservate in archivi ufficiali sulla base del loro valore documentale;
- riproduzioni di trasmissioni radiotelevisive in istituti sociali e non commerciali, come ospedali o prigioni, se i titolari dei diritti vengono compensati;
- impieghi esclusivamente didattici o di ricerca scientifica di opere tutelate, nei limiti giustificati dallo scopo non commerciale;
- impieghi a favore di portatori di handicap, nei limiti giustificati dal particolare handicap;
- rassegne stampa e diffusione di notizie di interesse pubblico;
- citazioni a fini di critica o di rassegna;
- impieghi per fini di pubblica sicurezza o in procedimenti amministrativi, parlamentari o giudiziari;
- riproduzioni di discorsi politici ed estratti di conferenze pubbliche nei limiti giustificati dallo scopo informativo;
- impieghi durante cerimonie religiose o ufficiali di natura pubblica;
- riproduzioni di opere artistiche collocate stabilmente in luoghi pubblici;
- inclusioni involontarie di altri tipi di opere;
- riproduzioni al fine di promuovere esposizioni pubbliche o vendite di opere d'arte, nei limiti giustificati dalla promozione;
- impieghi per caricature, parodie o pastiche;
- impieghi connessi a dimostrazioni o riparazioni di attrezzature;
- impiego di opere tutelate per la costruzione di un edificio (ad esempio, il suo progetto);
- riproduzioni finalizzate alla consultazione in librerie pubbliche, istituti d'istruzione, musei o archivi;
- in altri casi di scarsa rilevanza in cui la legislazione nazionale già prevede eccezioni o limitazioni.

A partire dal 22 giugno 2011 nessuna nuova limitazione può essere stabilita, al di fuori di quelle previste nella lista sopra citata (Art. 5, comma 3, punto o, D. 2001/29/EC). Tali limitazioni si possono applicare “esclusivamente in determinati casi speciali che non siano in contrasto con lo sfruttamento normale dell'opera o degli altri materiali e non arrechino ingiustificato pregiudizio agli interessi legittimi del titolare” (Art. 5, comma 5, D. 2001/29/EC. Anche: Art. 13 del TRIPS, Art. 10 del WCT e Art. 16 del WPPT). Ciò nonostante, fu stabilito al momento della stesura del WPPT che tale formulazione “non riduce, né estende, l'applicabilità delle limitazioni e delle eccezioni permesse dalla Convenzione di Berna.

## Proposte di modifica
Nel dicembre del 2015, la Commissione Europea ha presentato una serie di proposte di riforma della normativa dell'Unione Europea sul diritto d'autore. Queste proposte hanno come obiettivo principale quello di permettere ai cittadini europei di accedere legalmente a un grande numero di contenuti digitali, garantendo protezione e una giusta retribuzione agli autori e ai titolari dei diritti. Queste proposte, nei prossimi sei mesi, saranno tradotte in proposte legislative e riguarderanno anche settori chiave quali istruzione, cultura, ricerca e innovazione. 
La serie di riforme proposte della Commissione presentano quattro argomenti principali i quali rappresentano la visione a lungo termine per il diritto d'autore nell'UE:
Ampio accesso ai contenuti in tutta l'Unione
Oggigiorno, per i cittadini europei che circolano all'interno dell'UE, non è possibile usufruire di servizi online (film, e-book, giochi) in un paese diverso da quello d'origine. Per esempio, se un italiano abbonato a Netflix si reca in Germania potrà accedere solo ai film che il servizio offre ai consumatori tedeschi. Grazie a queste riforme, gli utenti potranno usufruire dei contenuti online ai quali hanno accesso nel proprio paese anche quando viaggiano all'interno dell'UE.
Eccezioni alle norme sul diritto d'autore per una società inclusiva e innovativa
La Commissione ha intenzione di intervenire modificando le principali eccezioni al diritto d'autore previste dalla normativa UE. 
Con queste riforme si cercherà di favorire:
- i ricercatori, rendendo più semplice l'utilizzo di tecnologie di "text mining e data mining" per l'analisi di grandi insiemi di dati;
- l'istruzione e la diffusione del sapere in tutte le forme, in particolare norme più chiare per gli insegnanti che offrono lezioni online;
- le persone con disabilità, che potranno accedere a un maggior numero di opere (Trattato di Marrakech);
- i cittadini, riducendo l'incertezza giuridica per gli utenti di internet che caricano foto di edifici e opere d'arte collocati stabilmente in luoghi pubblici (libertà di panorama).

Un mercato più equo
La Commissione si accerterà se l'utilizzo online delle opere protette dal diritto d'autore è autorizzato e se i benefici derivati dall'utilizzo delle opere sono equamente ripartiti.
A livello giuridico si cercherà di aumentare la trasparenza e uniformare la retribuzione degli autori e degli interpreti ed esecutori, tenendo conto delle competenze dell'Unione e di quelle del singolo stato.
Lotta contro la pirateria
Oltre all'aumentare della disponibilità dei contenuti, che è il primo passo per combattere la pirateria, la Commissione farà in modo che le norme in materia di diritto d'autore siano applicate correttamente in tutti gli stati membri dell'Unione Europea. L'Unione inoltre si impegnerà a tracciare e tagliare i flussi finanziari verso le imprese che traggono profitti dalla pirateria e intende facilitare la rimozione di contenuti illegali da parte degli intermediari online.